# أندريه دوبري
أندريه دوبري هو لاعب كرة قدم كندي في مركز الدفاع، ولد في 24 أغسطس 1982 في كالغاري في كندا. لعب مع نادي إدمونتون.